# Cryptodrassus
Cryptodrassus es un género de arañas araneomorfas de la familia Gnaphosidae. Se encuentra en Europa. 

## Lista de especies
Según The World Spider Catalog 12.0:
- Cryptodrassus creticus Chatzaki, 2002
- Cryptodrassus hungaricus (Balogh, 1935)